# 李政道
李政道（英文名：Tsung-Dao (T. D.) Lee; Li, Cheng Tao ，1926年11月24日—2024年8月4日），美籍華裔物理學家，因宇稱不守恆、李模型（Lee Model）、楊李定理、粒子物理學、相對論重離子（RHIC）物理、量子場論的非拓撲性孤立子和孤立子星等成就而知名。他曾擔任哥倫比亞大學名譽教授，於1953年至2012年間講學。
1957年，31歲的李政道與同是華裔物理學家的楊振寧一起因弱作用下宇稱不守恒的發現獲得諾貝爾物理學獎，理論由另一位華裔物理學家吳健雄的吴氏实验證實。
李政道曾是第二次世界大戰後最年輕的諾貝爾獎得主，此一紀錄直到馬拉拉·優素福扎伊獲得2014年諾貝爾和平獎才被刷新。他也是歷史上第四年輕的諾貝爾獎得主，僅次於威廉·勞倫斯·布拉格（25歲，1915年）、维尔纳·海森堡（30歲，1932年）以及馬拉拉（17歲，2014年）。李政道和楊振寧是最早的两位華人諾貝爾獎得主。即使在1962年歸化美國籍之後，李政道也仍是最年輕的美國諾貝爾獎得主。

## 生平
李政道1926年出生于中华民国上海市，祖籍江苏苏州，父亲李骏康是金陵大学农化系首届毕业生，祖父李仲覃（1870年－1941年）为苏州圣约翰堂的首任华人主任牧师（教区长）。李政道曾在苏州东吴大学附属中学、嘉兴秀州中学在抗日战争时期内迁江西赣县组建的赣县基督教联合中学（简称赣州联中）就读，因抗日战争，中学未毕业。1943年在贵阳以同等学历考入迁至贵州的浙江大学物理系，走上物理学之路，师从束星北及王淦昌等人。1944年，日军进入贵州，浙江大学停学。1945年转学到在昆明的西南联合大学为二年级生，师从吴大猷及叶企孙等人。吴大猷评价在西南联大就读时的李政道說：“每日来我处，要我给他更多的阅读物和习题，求知心切真到了奇怪的程度”，“我无论给他怎么难的书和题目，他很快就做完了，又要来索要更多的。”
抗戰結束後，西南聯大停辦，李政道因此沒有畢業。當時國民政府想派優季青年學生出國深造，有兩個名額是給學物理學生，李政道在導師吴大猷的推薦下，1946年赴美进入芝加哥大学，师从恩里科·费米。:2241950年获得博士学位之后，与合作者一起从事统计物理的相变以及凝聚体物理学的极化子的研究。1953年，他任哥伦比亚大学助理教授，主要研究工作是在粒子物理和场论领域。1956年10月，30岁的李政道和34岁的杨振宁在美国《物理评论》发表文章，提出了弱相互作用中宇称不守恒，并因此于1957年获得诺贝尔物理学奖。1958年，李政道當選中央研究院第二屆院士，年僅32歲，至今仍為最年輕當選的院士。
李政道于1962年加入美國國籍。自從1970年代初，他和夫人秦惠莙開始回中國大陸訪問，1972年10月李政道回去時受到了中华人民共和国国务院总理周恩来的接见。1974年李政道再次回去并受到了中国共产党中央委员会主席毛泽东的接见。在会面当中李政道建议毛泽东参考中国体育对运动员从小培养的模式成立大学少年班，对中国的少年天才进行科学培养。这一建议受到了毛泽东的点头同意，不久之后在中国科学技术大学成立了中国第一个大学少年班。他向有關方面建議重視科技人才的培養、重視基礎科學研究：促成中美高能物理的合作，建議和協助建立北京正負電子對撞機；建議成立自然科學基金；于1980年代設立CUSPEA考试，对优秀本科毕业生提供奖学金赴美攻读物理学博士；建議建立博士後制度。
1996年11月29日，李政道的夫人秦惠䇹因患肺癌离开人世。为纪念夫人，1997年李政道及其亲友捐赠30万美元“秦惠莙与李政道中国大学生见习进修基金”，简称䇹政基金。䇹政基金現支持北京大学、上海交通大学、复旦大学、苏州大学、兰州大学與國立清華大學等六所大學的优秀大學生进行基础科学研究工作，入选并成功结题的学生则命名为䇹政学者。

### 弱作用下宇称不守恒

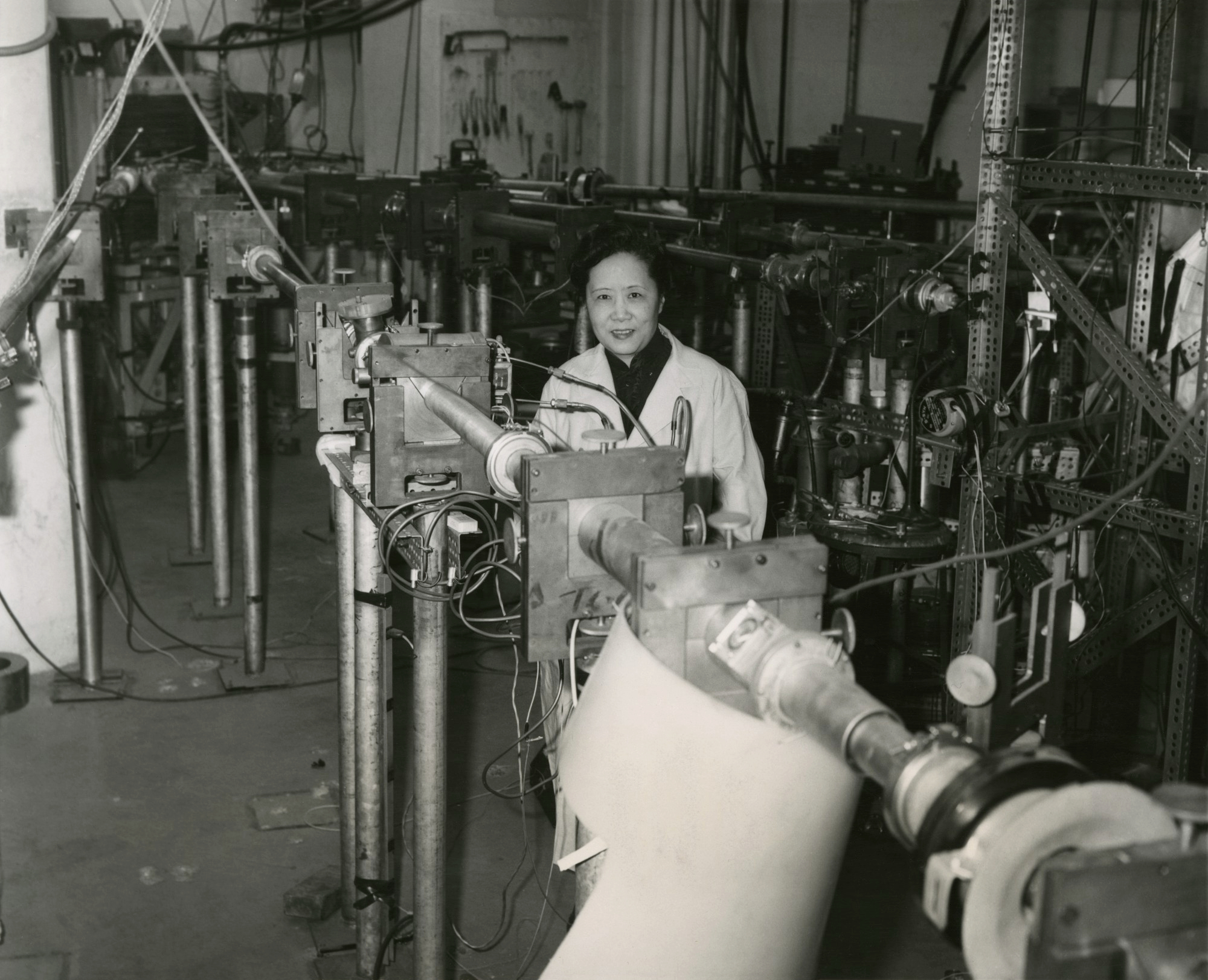
吳健雄，是違反宇称守恒的吴氏实验的設計者。

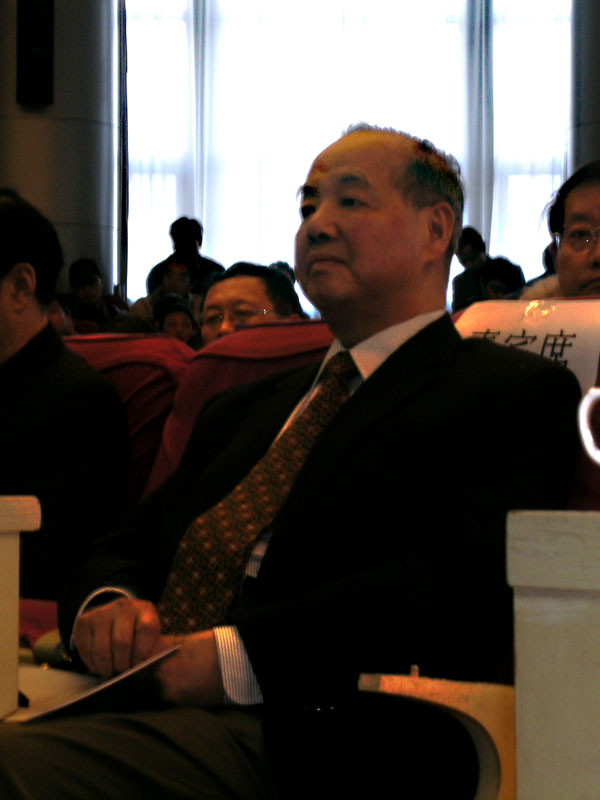
李政道在清华大学出席会议, 2006年

宇称是一个量子力学量。在量子力学中，粒子用波函数表示。在空间反演下（x → -x, y → -y, z → -z），如果波函数不变，则该粒子的宇称是正的，如果变换后的波函数与原来的波函数差一个负号，则该粒子的宇称是负的。空间反演不变也可以称为镜像变换不变，或叫左右变换不变，这是因为空间反演与镜像变换或左右变换（x → -x, y → y, z → z）只相差一个绕x轴的180度转动。而转动不变性严格成立，所以两者没有本质区别。宇称只能取两个值，1和-1。两个和两个以上粒子组成的系统的总宇称等于该系统内各粒子宇称之乘积再乘上轨道宇称。宇称守恒定律指的是在相互作用下，作用后的粒子系统总宇称等于作用前粒子系统的总宇称。1956年前，物理学界公认在任何一种相互作用下，宇称都是守恒的。宇称守恒在本质上意味着左和右是对称的。
50年代初从宇宙线里观察到两种新的粒子，θ和τ。θ衰变为两个π介子，τ衰变为三个π介子。π介子的宇称是负的，同时，根据达利兹图推算，衰变前后这两个系统的轨道宇称都是正的。由于偶数个π介子的宇称乘积是正的，而奇数个π介子的宇称的乘积是负的，所以如果宇称是守恒的话，我们可以反推出，θ的宇称是正的，而τ的宇称是负的。而θ和τ有完全一样的寿命和质量。θ和τ是不同粒子，还是同一个粒子？这是当年困惑物理学界的著名的θ-τ之谜。如何解答这个谜？答案只有两种。一种承认宇称守恒定律，τ与θ是两种不同的粒子，但这无法回答为什么θ、τ粒子性质如此相同。另一种确认τ和θ是同一种粒子，则意味着宇称守恒定律将不成立。
李政道和杨振宁在1956年发表了著名的“弱相互作用中的宇称守恒质疑”文章。在这篇文章中，他们认为，θ-τ之谜所带来的宇称不守恒问题不是一个孤立事件，宇称不守恒很可能就是一个普遍性的基础科学原理。同时他们发现，在强相互作用领域，宇称守恒定律确有严格证明，可是在弱作用领域中，虽然宇称守恒这假设被广泛应用，但是事实上宇称守恒定律从未得到过真正的实验验证。要正确地测量宇称，必须组合一个新的，能通过弱作用产生的赝标量。用了这赝标量，就可以试验宇称是否守恒。而这些赝标量，从来没有被以前的任何实验测量过。他们认为，τ-θ之谜的解答必须在τ-θ以外寻找。如果宇称守恒被破坏，那么这种破坏在弱作用的其他实验中，例如在极化核的β衰变的过程中也应该观察到。将实验装置严格地设定成互为镜象，然后分别测量不同极化情况下β衰变过程中的赝标量<σ·p >值，这里p是电子的动量，σ是核的自旋。如果测量结果不同，即可证实宇称不守恒。
在他们的建议下，吴健雄和美国国家标准局科学家安伯勒等合作，用简洁明瞭的实验验证了他们的猜想。这是一个关于极化钴60原子核β衰变的实验。在这个实验中，他们以确凿无疑的证据表明，在弱相互作用过程中宇称守恒定律不成立。弱相互作用下宇称不守恒的发现和实验验证是第二次世界大战后一个极重要的发现。正是由于这一震惊物理学界的杰出贡献，李政道和杨振宁共同获得了1957年诺贝尔物理奖。
李政道的曾祖父李子义是江苏东吴大学（即现在的苏州大学）的前身苏州博习书院创建人之一。李的伯祖父曾任东吴大学教务长达数十年，伯父也在博习医院和东吴大学任职数十年。
李政道与杨振宁於1940年代末開始亲密而富有成果的合作，兩人共合作發表32篇論文，但這個合作在1960年代初终止。两人从此分道扬镳，成为华人学术界的憾事。关于他们个人关系分裂的原因，李杨双方偶有公开叙述，然而各有说辞，令外界对真实原因依然不得而知。李政道在1986年撰写的“破缺的宇称”一文中，对于李杨关系有生动的比喻：“一个阴暗有雾的日子，有两个小孩在沙滩上玩耍，其中一个说：‘喂，你看到那闪烁的光了吗？’另一个回答说：‘看到了，让我们走近一点看。’两个孩子十分好奇，他们肩并肩向着光跑去。有的时候一个在前面，有的时候另一个在前面。像竞赛一样，他们竭尽全力，跑得越来越快。他们的努力和速度使他们两个非常激动，忘掉了一切。第一个到达门口的孩子说：‘找到了！’他把门打开。另一个冲了进去，他被里面异常的美丽弄得眼花缭乱，大声地说：‘多么奇妙！多么灿烂！’结果，他们发现了黄色帝国的宝库。他们的这项功绩使他们获得了重奖，深受人们的羡慕。他们名扬四海。多少年过去，他们老了，变得爱好争吵。记忆模糊，生活单调。其中一个决定要用金子镌刻自己的墓志铭：‘这里长眠着的是那个首先发现宝藏的人。’另一个随后说道：‘可是，是我打开的门。’”此外李政道還说：“我和杨的合作在二十多年前结束了。它的价值，不需要更多的说明，就如我们已发表的科学论文所表现出的那样，经得起时间的考验。”李政道也曾於2003年提到兩人對於是誰發現宇稱不守恆有著分歧的看法。

### 逝世
2024年8月4日凌晨2时33分（太平洋时区），李政道因病医治无效，於旧金山家中逝世，享年97岁（按傳統計算方法則為九十八歲）。11月24日依遗愿，和夫人合葬于苏州东山。

## 家庭
- 妻子秦惠䇹（1928年－1996年11月）：1948年圣诞节，李政道去火车站接朋友凌宁的妹妹凌南希。和南希一同抵达芝加哥度假的，还有一个苗条端庄漂亮的姑娘秦惠莙。李政道一见钟情寫信求愛。夫婦育有2子；
- 長子李中清（James Lee，1952年－）：1974年獲美国耶鲁大学历史学学士；1975年獲美国芝加哥大学历史学硕士；1983年獲美国芝加哥大学历史学博士；历任加州理工学院教授；密歇根大学历史学和社会学Frederick Heutwell Professor 教授；密歇根大学人口研究中心研究教授；密歇根大学政治与社会研究校际协会研究员；密歇根大学中国研究所所长；北京大学－密歇根大学学院联合院长；北京大学长江学者讲座教授；现任香港科技大学人文社会科学学院院长，上海交通大学访问讲席教授。
- 幼子李中漢（Stephen Lee，1956年11月24日－）：1978年获耶鲁大学学士学位，1985年获芝加哥大学博士学位。后在密歇根大学任教，1993年起出任助理教授。1994年获麦克阿瑟奖。1995年曾以访问学者的身份赴康奈尔大学。1999年起他正式加盟康奈尔大学，获聘为化学与化学生物学系终身教授。

## 獎項
- 1957年：诺贝尔物理學奖
- 1969年：法国国家学院G. Bude奖章
- 1977年：法国国家学院G. Bude奖章
- 1979年：伽利略奖章
- 1994年：和平科学奖
- 1995年：中华人民共和国国际科学技术合作奖
- 1997年：纽约市科学奖
- 1999年：教宗若望保祿奖章
- 1999年：意大利政府内政部奖章
- 2000年：纽约科学院奖

## 荣誉
- 1958年：中央研究院院士
- 1986年： 意大利共和国功绩大军官勋章（意大利，1986年10月31日公布[19]）
- 1997年：命名小行星3443为李政道星
- 2007年： 旭日重光章（日本，2006年11月3日公布[20]）

## 著作
- 粒子物理和场论引论，Harwood科学出版社，1981, ISBN 3-7186-0032-3(hardcopy), 3-7186-0033-1(paperback).
- 李政道文选1-3集，G. Feinberg编辑，Birkhauser Boston Inc., 1986, ISBN 0-8176-3344-8(complete set), 3-7643-3344-8(complete set).
- 宇称不守恒三十年——李政道六十华诞学术研讨会，Birkhauser Boston Inc., 1988,ISBN 0-8176-3375-8, 3-7643-3375-8.
- 对称，不对称与粒子的世界，华盛顿大学出版社，1988, ISBN 0-295-96519-3.
- 李政道文选，1985-1996，任海沧、庞阳编辑，Gordon and Breach, 1998, ISBN 90-5699-609-6.
- 科学与艺术，主编：李政道，副主编：柳怀祖，上海科学技术出版社，2000, ISBN 7-5323-5609-4.
- 物理的挑战，李政道著，中国经济出版社，2002, ISBN 7-5017-5622-8.
- 宇称不守恒发现之争论解谜，季承、柳怀祖、滕丽编辑，甘肃科学技术出版社，2004（简体字本）,ISBN 7-5424-0929-8，香港天地图书有限公司，2004（繁体字本）,ISBN  988-201-675-8.
- 李政道科学论文选（上，下册）,中国高等科学技术中心编, 上海科学技术出版社， 2007，ISBN 7-5323-8795-3.
- 李政道文选（科学和人文）,中国高等科学技术中心编,上海科学技术出版社， 2008，ISBN 7-5323-8865-3.
- 宇称不守恒思想突破的产生（历史记录及相关文献）,中国高等科学技术中心编, 上海科学技术出版社， 2009，ISBN 7-5323-9270-4.
- 李政道随笔画选, 上海科学技术出版社， 2007，ISBN 7-5323-8785-4.